# Jorge Hage
Jorge Hage Sobrinho (Itabuna, 5 de maio de 1938) é um magistrado, professor e político brasileiro.
Foi ministro-chefe da Controladoria-Geral da União (CGU), órgão da Presidência da República do Brasil, responsável pelos  sistemas de controle interno e de correição, bem como pela supervisão das unidades de ouvidoria do poder executivo federal e pelas ações de prevenção da corrupção.

## Biografia
Descendente de libaneses, Jorge Hage formou-se em direito pela Universidade Federal da Bahia (UFBA) em 1960. Concluiu mestrado em administração pública pela University of Southern California (Estados Unidos) em 1963, bem como mestrado em direito público pela Universidade de Brasília (UnB) em 1998.
Foi professor da Universidade Federal da Bahia entre 1962 e 1991. Além do magistério, exerceu diversas funções de direção e coordenação acadêmica na UFBA, inclusive como pró-reitor de Planejamento e Administração.
Atuou como advogado em Salvador entre 1963 e 1970. Foi prefeito de Salvador de 1975 a 1977, deputado estadual de 1983 a 1987 e deputado federal pela Bahia de 1987 a 1991, tendo participado da Assembleia Nacional Constituinte de 1987.
Em seguida, ingressou em 1991 na carreira da magistratura como juiz de direito do Tribunal de Justiça do Distrito Federal e dos Territórios (TJDFT), onde permaneceu até 2002.
Foi nomeado pelo presidente Luiz Inácio Lula da Silva para o cargo de ministro da Controladoria-Geral da União em 2006, desempenhando a função até o final do primeiro governo de Dilma Rousseff em 2014.
Escreveu o livro Governo Lula e o Combate à Corrupção (ISBN 2147483647, 77 p., 2010).